# Albert Hein (der Ältere)

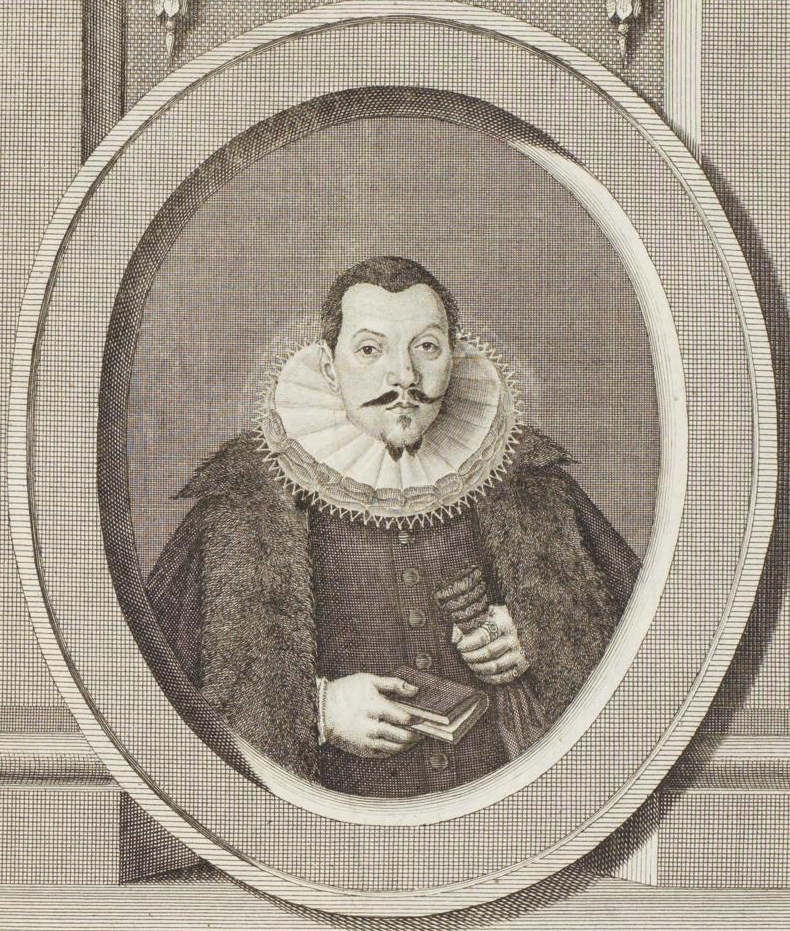
Albert Hein d. Ä.

Albert Hein, genannt der Ältere, auch Albert Heinsius (* 17. Februar 1571 in Rostock; † 31. August 1636 ebenda), war ein deutscher Rechtswissenschaftler und Diplomat.

## Leben
Der Sohn des Rostocker Professors, mecklenburgischen Rates, Syndicus und Bürgermeisters Friedrich Hein (1533–1604) und dessen Frau Anna, der Tochter des Ratsherrn in Rostock Albrecht Dobbin, hatte seine erste Ausbildung privat erhalten. Danach besuchte er die Rostocker Stadtschule, die unter der Leitung des Nathan Chyträus stand. 1587 bezog er die Universität Straßburg, wo er besonders die Vorlesungen von Melchior Junius besuchte. 1590 setzte er kurze Zeit seine Studien an der Universität Rostock fort, studierte 1592 und 1593 an der Universität Basel und 1593 an der Universität Heidelberg sowie 1594 in Sedan und Paris. Im Anschluss unternahm er eine Bildungsreise nach Frankreich.
1596 kehrte er nach Rostock zurück, wo er Ordentlicher Professor der Dekretalen wurde und am 16. September 1596 zum Doktor der Rechtswissenschaften promovierte. 1610 legte er seine Professur nieder und wurde als Geheimer Rat des Herzogs Johann Albrecht II. von Mecklenburg-Güstrow nach Güstrow berufen. Für diesen war er in verschiedenen diplomatischen Diensten tätig und hatte 1612 wieder seinen Wohnsitz nach Rostock verlegt, wo er starb. Am 5. September 1636 wurde sein Leichnam in der Rostocker Jacobikirche beigesetzt, wo man ihm auch ein Epitaph errichtete. Literarisch hatte er sich kaum hervorgetan, sondern war mehr in den praktischen Angelegenheiten involviert.

## Familie
Hein war drei Mal verheiratet. Seine erste Ehe hatte er 1597 mit Catharina (1573–1619), der Tochter des Lübecker Bürgers Heinrich Horstmann und dessen Frau Anna von Hassel, geschlossen. Aus dieser Ehe gingen sechs Söhne und eine Tochter hervor. Über jene Ehe war er ein Schwager des Jakob Bording (1547–1616) geworden. Seine zweite Ehe ging er 1620 mit Anna (1581–1632), der Witwe des Balthasar Hahn (Hane) und der Tochter des Rostocker Professors der Instituten und Antezessors an der Universität Marcus Lüschow (1541–1601) und dessen Frau Elisabeth (geb. Kirchhof/Kerkhof), ein. Aus dieser Ehe stammen keine Kinder. Seine dritte Ehe schloss er 1634 mit Margaretha, der Witwe des Kammersekretärs Simon Pauli und des Ratsherrn in Rostock Albrecht Dobbin und Tochter des fürstlich mecklenburgischen Sekretärs Georg Hagemeister. Auch diese Ehe blieb kinderlos. Von den Kindern kennt man:
- Friedrich Hein (1598–1629), Substitut Professor Rostock
- Albert Hein (der Jüngere) (ca. 1601–1658), wurde mecklenburgischer Hofrat
- Heinrich Hein, studierte Jura
- Johann Albert Hein, studierte Theologie und wurde Magister